# Беликов (хутор)
Беликов — хутор в Славянском районе Краснодарского края. Входит в состав Кировского сельского поселения.

## География
Улицы
- пер. Гвардейский,
- ул. Рисовая,
- ул. Садовая,
- ул. Светлая,
- ул. Северная,
- ул. Хуторская,
- ул. Шоссейная,
- ул. Южная.

## История
Беликов образован в 1880-е годы. Его название происходит от фамилии первопоселенца, казака Белика.
В 1972 году в полутора километрах от хутора Беликов при строительстве магистрального оросительного канала был найден клад пантикапейских монет. Проводивший обследование ведущий археолог Кубани Анфимов сделал заключение, что он обнаружил здесь небольшое меотское поселение. На этом месте расположен памятник археологии античного времени.
В хуторе находится мемориальный комплекс и братская могила советских воинов, погибших при защите и освобождении хутора от немецких войск.

## Население
| 2002 | 2010 |
| ---- | ---- |
| 1001 | ↘954 |

## Инфраструктура
На территории хутора расположены объекты социального назначения: сельский клуб, библиотека, общеобразовательная школа № 38, отделение почтовой связи, фельдшерско-акушерский пункт, два магазина. Хутор электрифицирован, газифицирован, имеется свой водозабор. Дороги асфальтированные с твердым гравийным покрытием или грунтовые.